# Гривко, Андрей Аскольдович
Андрей Аскольдович Гривко (укр. Андрій Аскольдович Грівко, род. 7 августа 1983, Симферополь) — украинский профессиональный шоссейный велогонщик. Гривко — шестикратный чемпион Украины в гонке с раздельным стартом.

## Биография
Родился в Симферополе 7 августа 1983 года. Воспитанник симферопольской юношеской школы велоспорта. Отец и первый тренер Андрея - известный велогонщик, мастера спорта, заслуженный тренер Аскольд Гривко. Чемпион Украины среди юношей, среди юниоров. 
Неоднократный чемпион Украины. Позднее представлял Николаев.
Принимал участие в летних Олимпийских играх в Пекине в 2008 году, где в гонке с общим стартом он сошёл с дистанции, а в гонке с раздельным стартом финишировал 31. На чемпионате мира по шоссейным велогонкам 2010 в Мельбурне Гривко занял 15 место.
На профессиональном уровне Гривко выступал за велокоманду UCI WorldTeam Astana, участвовал в "Тур де Франс"-2014.
Участник Олимпиады в Рио-де-Жанейро в 2016 году за сборную Украины.

## Основные достижения
2005
- 1-й  — Чемпион Украины в гонке с раздельным стартом
- 2-й — Firenze–Pistoia

2006
- 1-й  — Чемпион Украины в гонке с раздельным стартом
- 3-й — Critérium International
- 3-й — Гран-при Мигеля Индурайна

2007
- 3-й — ProTour Ploegentijdrit

2008
- 1-й  — Чемпион Украины в гонке с раздельным стартом
- 1-й — Firenze–Pistoia
- 2-й — Intaka Tech Worlds View Challenge
- 3-й — Chrono des Nations

2009
- 1-й  — Чемпион Украины в гонке с раздельным стартом
- 1-й на этапе 1b — Settimana Internazionale di Coppi e Bartali
- 2-й — Course de Solidarnosc et des Champions Olympique
- 3-й — Gran Premio Nobili Rubinetterie
- 4-й — Тур Сан-Луиса
- 8-й — Chrono des Nations

2010
- 2-й — Три дня Де-Панне

2011
- 6-й — Три дня Де-Панне
- 8-й — Тур Пекина

2012
- 1-й  — Чемпион Украины в гонке с раздельным стартом
- 1-й  — Чемпион Украины по велоспорту на шоссе
- 5-й — Тур Бельгии

2013
- 1-й на этапе 1(ТТТ) — Вуэльта Испании
- 2-й — Чемпионат Украины в гонке с раздельным стартом
- 3-й — Энеко Тур
- 5-й — Чемпионат мира по шоссейным велогонкам

2014
- 4-й — Энеко Тур

2015
- 2-й — Европейские игры (групповая гонка)
- 4-й — Европейские игры (индивидуальная гонка с раздельным стартом)
- 10-й — Тур Катара

2016
- 1-й  — Тур Средиземноморья
  - 1-й на этапе 3

2017
- 10-й — Арктическая гонка Норвегии 2017

2018
- 1-й  — Чемпион Украины в гонке с раздельным стартом (июнь)[5]
- 5-й — Тур Бельгии (май)

## Выступления наГранд Турах
| Гранд Тур       | 2005 | 2006 | 2007 | 2008 | 2009 | 2010 | 2011 | 2012 | 2013 | 2014 | 2015 | 2016 | 2017 |
| --------------- | ---- | ---- | ---- | ---- | ---- | ---- | ---- | ---- | ---- | ---- | ---- | ---- | ---- |
| Джиро д'Италия  | -    | -    | -    | -    | 22   | 70   | -    | -    | -    | -    | -    | -    | -    |
| Тур де Франс    | 78   | НФ   | 78   | -    | -    | 136  | 144  | 43   | -    | 95   | 64   | 86   | 120  |
| Вуэльта Испании | -    | -    | -    | 42   | -    | -    | -    | -    | 101  | -    | -    | -    | -    |